# Эстония на зимних Олимпийских играх 2002
Эстония принимала участие в Зимних Олимпийских играх 2002 года в Солт-Лейк-Сити (США) в четвёртый раз за свою историю, и завоевала по одной медали каждого достоинства. Сборная страны состояла из 17 спортсменов (14 мужчин, 3 женщины).

## Медалисты
| Медаль  | Спортсмен       | Вид спорта   | Дисциплина                        |
| ------- | --------------- | ------------ | --------------------------------- |
| Золото  | Андрус Веэрпалу | Лыжные гонки | Мужчины, 15 км классическим ходом |
| Серебро | Андрус Веэрпалу | Лыжные гонки | Мужчины, 50 км классическим ходом |
| Бронза  | Яак Маэ         | Лыжные гонки | Мужчины, 15 км классическим ходом |